# 艾倫·斯班林
艾倫·斯班林（英語：Aaron Spelling，1923年4月22日—2006年6月23日）是一位美国电影和电视剧制片人。截至2009年，斯班林的同名制作公司斯班林电视（Spelling Television）保持了最多产编剧电视剧的纪录。2009年《福布斯》将他排在收入最高的已故名人第11位。

## 个人生活
斯班林出生于德克萨斯州达拉斯。父母都是来自波兰的犹太移民。他的父亲是个裁缝，并在来到美国后将姓从Spurling改为了Spelling。斯班林有3个兄弟和1个姐妹。
在八岁那年，斯班林由于受到同学的欺负的心理創傷而失去利用双腿的能力，卧床一年。在森林大道高中毕业后，第二次世界大战期间他曾在美军服役。1949年，他从南方卫理公会大学毕业。
1953年他在加州和女演员Carolyn Jones结婚，他们在1964年离婚。1968年斯班林和Candy Gene结婚，他们在1973年有了一个女儿Tori Spelling，1978年有了一个儿子Randy Spelling。
1988年，斯班林买了占地6-英畝（2.4-公頃）的冰·哥羅士比之前洛杉矶的房产。他将房子拆毁，并在1991年重建成了拥有123个房间的房屋。它占地56,500平方英尺（5,250平方），是洛杉矶最大的单一家庭住宅。斯班林的遗孀Candy在2008年准备以1.5亿美元将房屋出售。女继承人Petra Ecclestone最终在2011年以8500万美元购入该物业。

## 职业生涯
1954年斯班林卖掉了他的第一个剧本。同年，他在CBS的情景喜剧中客串。
斯班林之後创作了许多成功的电视节目，包括《霹靂嬌娃》，《飛越比佛利》和《聖女魔咒》等等。1972年斯班林创办了以他名字命名的娱乐公司。
2004年，斯班林的经历被搬进两个电视电影中。

## 去世
2001年，斯班林被诊断为口腔癌。
2006年6月18日，斯班林在洛杉矶遭受到严重的中风。2006年6月23日他因严重的中风并发症在自己的庄园中去世，享年83岁。几天后举行了私人葬礼，斯班林被埋葬在卡尔弗城的山坡纪念公园公墓陵园。